# Toreby Kirke
Toreby Kirke er en kirke i den nordvestlige del af Toreby på den østlige ende af Lolland.
Kirken har kalkmalerier, der tilskrives Brarupmesteren.

## Galleri
- Kirkeskibet
- Sakristiet
- Sakristiets vestre væg